# Ophthalamycterus
Ophthalamycterus är ett släkte av skalbaggar. Ophthalamycterus ingår i familjen vivlar.
Kladogram enligt Catalogue of Life:
| Ophthalamycterus | \| \| Ophthalamycterus laticeps \| \| \| \| |
|                  | \| \| Ophthalamycterus laticeps \| \| \| \| |
|                  | Ophthalamycterus laticeps                   |
|                  |                                             |